# Collégiale Notre-Dame-de-l'Assomption de Nesle
La Collégiale Notre-Dame de Nesle est une ancienne collégiale située dans le centre du bourg de Nesle, dans l'est du département de la Somme.

## Historique
L'existence d'une collégiale à Nesle est attestée depuis le XIe siècle. Elle avait été édifiée en style roman grâce aux largesses d'Hardouin de Croÿ en 1021 qui fonda un chapitre de chanoines séculiers.

Au début du XVe siècle, elle fut restaurée grâce aux libéralités de Jeanne d'Amboise, dame de Nesle. L'église fut le théâtre d'un épisode sanglant du siège de Nesle, le 16 juin 1472. Alors que les troupes du duc de Bourgogne mettaient la ville à sac, la population s'était réfugiée dans la collégiale. La soldatesque en furie égorgea tous ceux qui étaient à sa portée. Lorsque le duc, Charles le Téméraire, entra à cheval dans l'église, et qu'il la vit couverte de cadavres il se serait écrié soit : 

« J'ai de bons bouchers avec moi, et voilà une belle vue ! Soit

Par Saint-Georges, enfants, vous avez fait une belle boucherie. Soit 

Voilà une belle vue ! J'ai de bons bouchers. »

 selon les sources.
La ville de Nesle détruite ne put se relever totalement de cette mise à sac. Les moyens financiers manquèrent pour reconstruire le clocher de la collégiale à la croisée du transept et de la nef. Il fut décidé de construire un nouveau clocher accolé au chœur et au bras sud du transept.
Classée au titre des monuments historiques, la collégiale fut déclassée après les travaux de rehaussement du chœur. Seule la crypte resta classée « monument historique ».
La collégiale fut détruite pendant la Grande Guerre. En 1918 ne pouvant emmener avec eux les explosifs entreposés dans la crypte, les Allemands décidèrent, au moment de leur repli, de les détruire en y plaçant une bombe à retardement. Les Alliés étaient déjà entrés dans la ville quand l’édifice explosa.
La collégiale ne fut pas restaurée. Le bâtiment actuel a été édifié en 1930 par l'architecte parisien Gabriel Sibilot. L'édifice a été endommagé pendant la Seconde Guerre mondiale, et n'a été rouvert aux fidèles que dans les années 1950.

## Caractéristiques
L'architecture de la collégiale s'inspire de l'architecture romane. L'édifice conçu par l'architecte Gabriel Sibilot a été construit en pierre et repose sur la sacristie semi-enterrée pour rappeler l'ancienne crypte romane. Elle reprend le plan basilical traditionnel des églises occidentales avec une nef à bas-côté, un transept saillant, un chœur à abside arrondie et un clocher quadrangulaire s'appuyant sur le bras sud du transept.
La collégiale abrite actuellement des pierres tombales protégées en tant que monuments historiques (inscription en 1993) provenant de l’ancienne collégiale et une statue de saint Pierre datant du XVIe siècle. Cette statue en chêne mesure 1,39 m de haut sur 0,52 m de large et 0,42 m de profondeur, le revers est évidé. Elle représente l'apôtre Pierre assis, en tenue de pape. Il manque des doigts à la main droite. C'était vraisemblablement une statue de procession. Elle a été classée monument historique au titre d'objet, le 12 janvier 2004.

## Photos

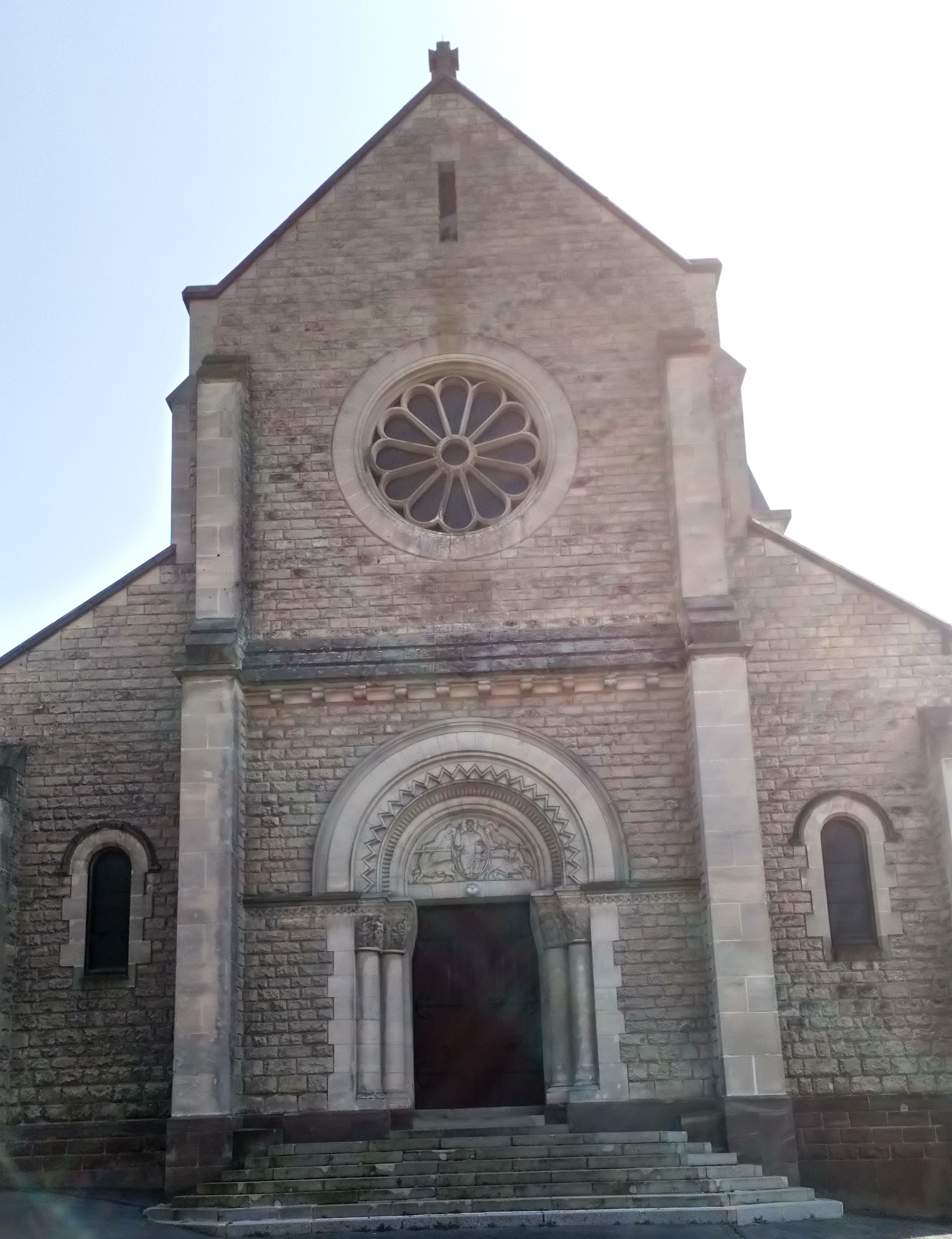
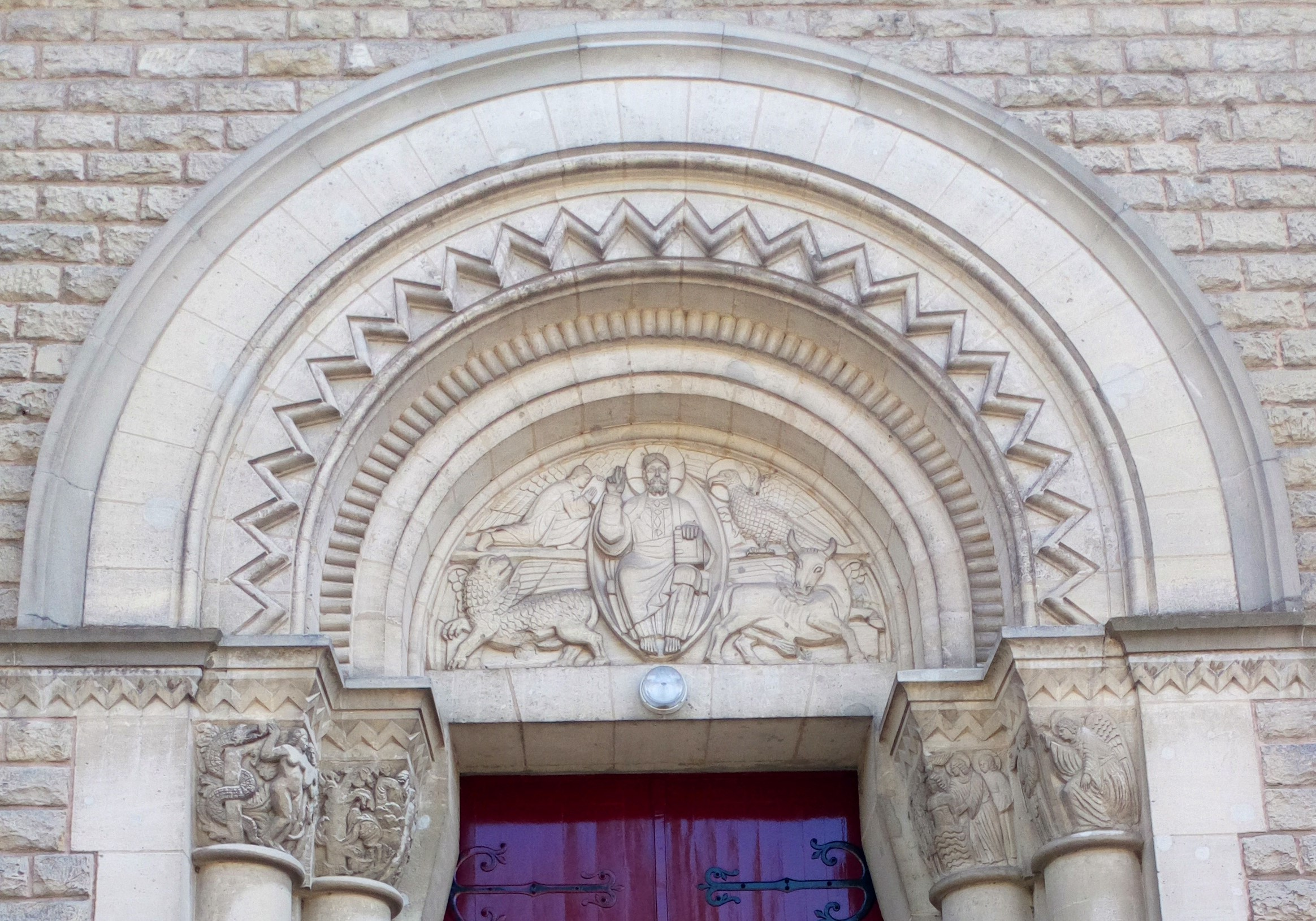
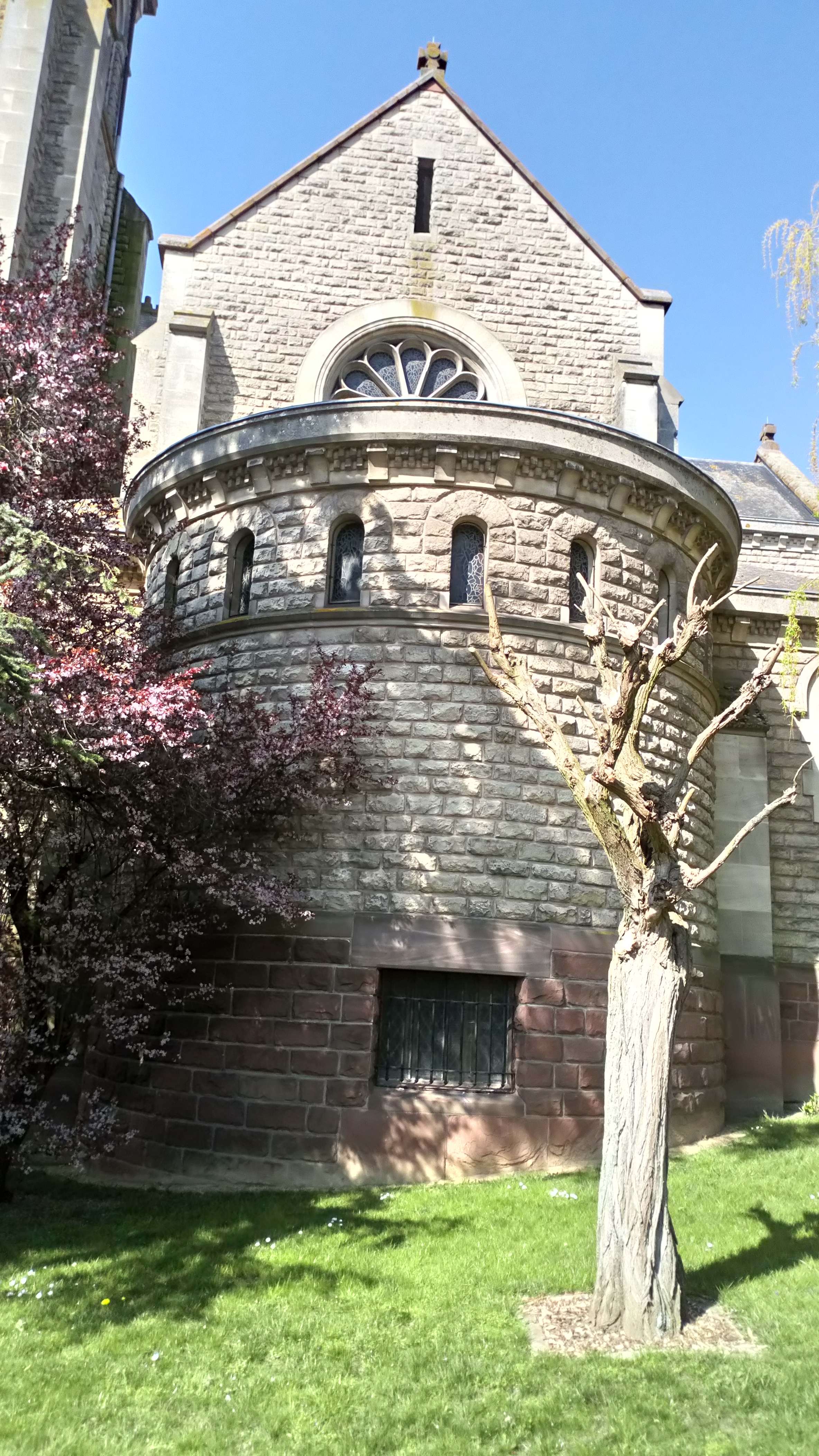
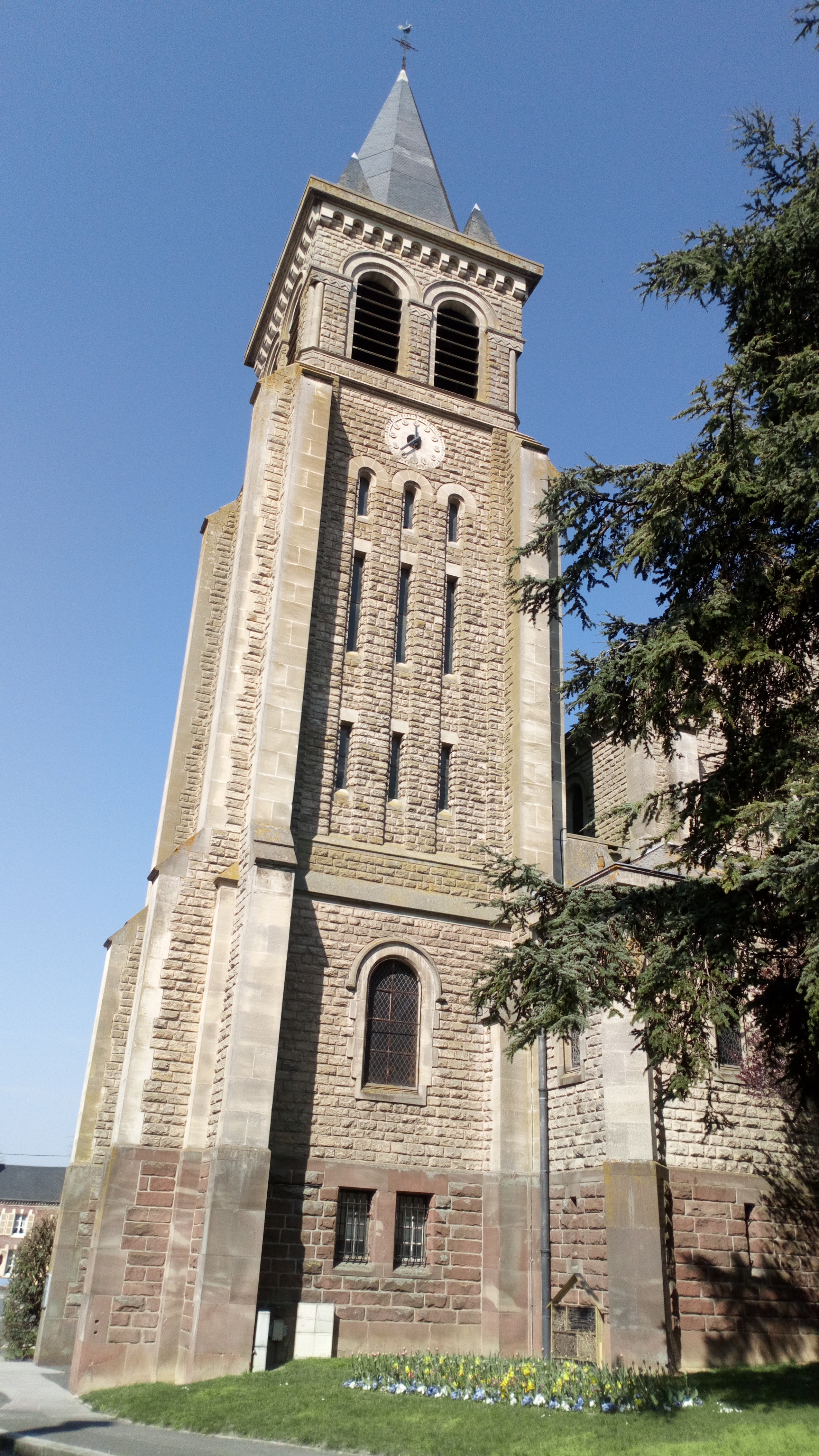